# Shandon Baptiste
Shandon Harkeem Baptiste (ur. 8 kwietnia 1998 w Reading) – grenadyjski piłkarz angielskiego pochodzenia występujący na pozycji pomocnika w angielskim klubie Brentford oraz w reprezentacji Grenady. Wychowanek Reading, w trakcie swojej kariery grał także w takich zespołach, jak Oxford United oraz Hampton & Richmond Borough.